# Панталер

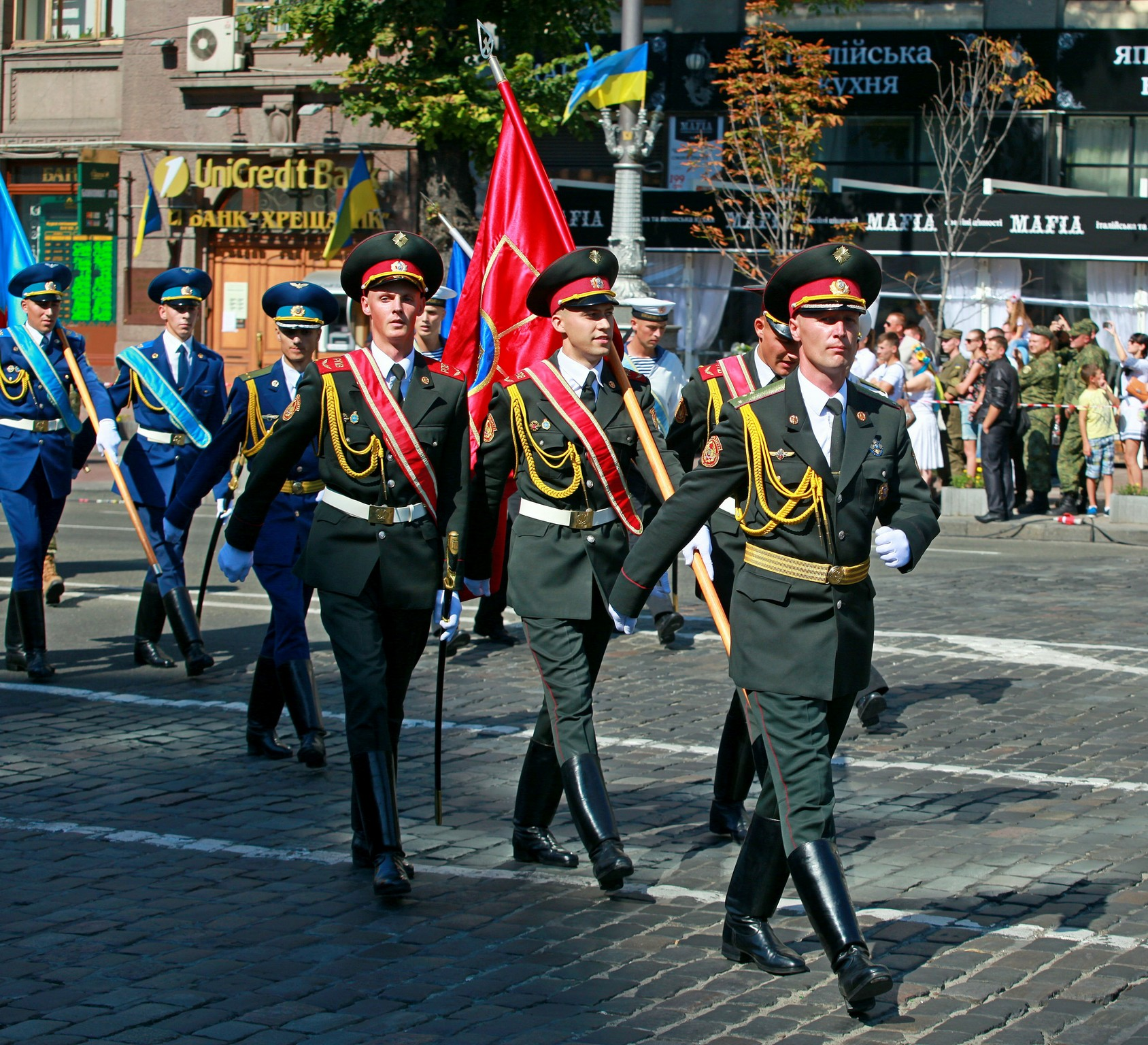
Панталери прапороносця і його асистентів. День Незалежності України, 2015 р.

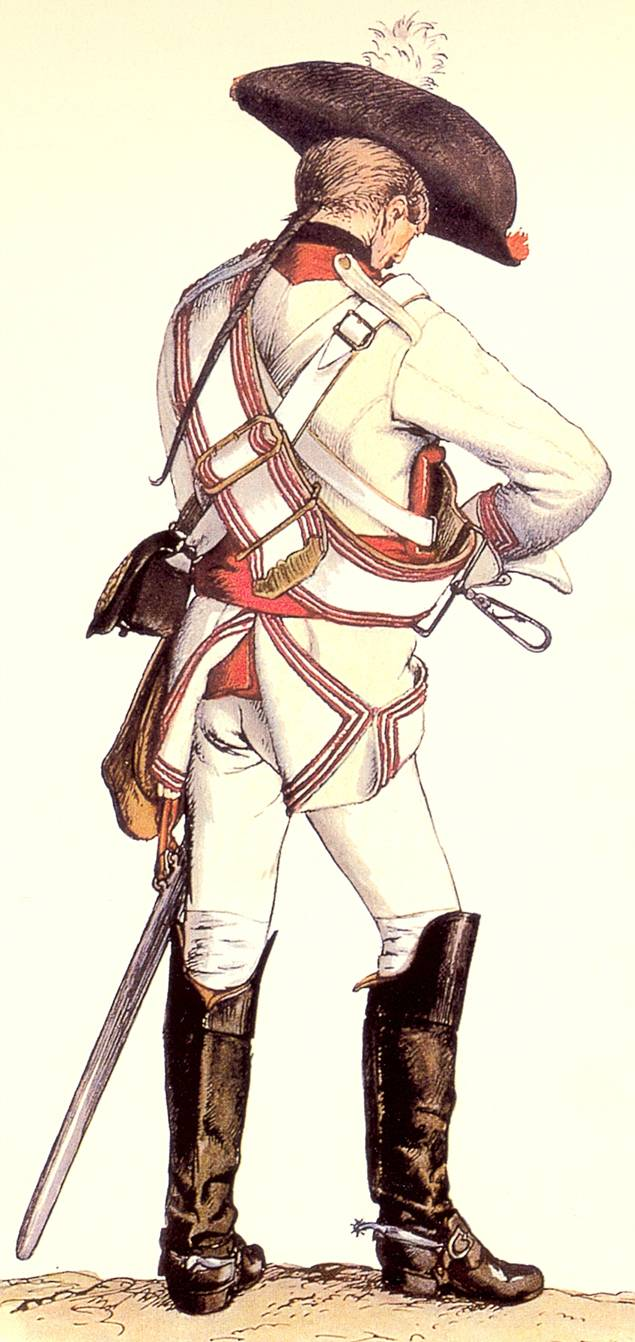
Кірасирський панталер

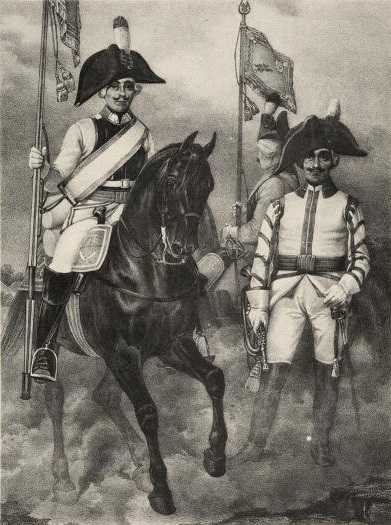
Естандарт-юнкер Катеринославського полка (ліворуч) з панталером

Пантале́р (від фр. bandoulière, нім. Bandalier — «бандольєр») — перев'яз через плече, призначений для носіння прапора або для кріплення кавалерійської довгоствольної зброї (карабіна, штуцера, мушкетона).

## Панталер прапороносців
Панталер прапороносця — перев'яз, призначений для носіння прапора або штандарта і елемент обмундирування асистентів прапороносця, він входить до прапорового комплексу і є його елементом.
У Збройних Силах СРСР панталер («перев'язь парадна») прапороносця складався з довгого і короткого плечових ременів і шкіряного стаканчика для древка прапора. Ширина ременів становила 80 мм, вони обтягалися червоним (у ВПС і ВМФ — блакитним) сукном, по якому нашивався золотий галун завширшки 60 мм. Панталер асистентів прапороносця також складався з довгого і короткого ременів 80 мм завширшки, але замість стаканчика він мав китицю золотистого кольору. Ремені обтягалися прапоровим фаєм або лампасним сукном (залежно від виду збройних сил червоним або блакитним) і обшивалися по краях золоченим галуном 13 мм завширшки.

## Кавалерійський панталер
Панталер у XVIII — першій половині XIX — елемент спорядження кавалеристів (гусарів, кірасирів, драгунів) у вигляді широкого черезплічного ременя, спорядженого гаком або замочком-карабіном. Панталер надягався через ліве плече, на ньому кріпилася скобою на цівці кавалерійська вогнепальна зброя (карабін, штуцер, мушкетон), а також ладівниця для набоїв (її могли носити і на окремому перев'язу через те ж саме або інше плече). Спереду на панталері були передбачені кріплення для двох протравників — металевих стрижнів на ланцюжках, призначених для прочищання запалювальних отворів дульнозарядних карабінів (штуцерів, мушкетонів) і пістолетів.
За гак (замочок-карабін) панталеру прапороносців кріпився держака прапора (штандарта), нижній кінець якого вставлявся у шкіряний стаканчик-бушмат на стремені. У драгунів і кінних єгерів у видовжений бушмат вставлявся дульний кінець карабіна.
У Словнику Даля варіант панта́лер наводиться тільки для позначення кавалерійського перев'язу, тоді як військовий перев'яз взагалі позначається як бандулье́ра або бандале́р. У Військовій енциклопедії Ситіна згадується тільки варіант банделер (у значенні перев'язу взагалі).